# Wangcheng (Luoyang)
Wangcheng (王城; Wángchéng) "kungliga staden" eller Henancheng (河南城; Hénánchéng) "Henan-staden" var en historisk kinesisk huvudstad under Östra Zhoudynastin (770 f.Kr.-256 f.Kr.) och en del i ursprunget till dagens Luoyang i Henan. Wangcheng var Kinas huvudstad i två perioder; 770 f.Kr till 516 f.Kr och 314 f.Kr. till 256 f.Kr.
I slutet av Västra Zhoudynastin (1045 f.Kr.–770 f.Kr.) började Wangcheng utvecklas öster om Jianfloden (en biflod till Luofloden som löper genom dagens Luoyang). Wangcheng byggdes delvis över ruinerna av den tidigare gradvis övergivna staden Chengzhou. År 770 f.Kr. flyttade Kung Ping Zhoudynastins huvudstad till Wangcheng och Kina gick in i Östra Zhoudynastin (770–256 f.Kr.). Vid denna tid hade Wangcheng ingen stadsmur och var huvudsakligen en palatsstad. Wangcheng och det äldre Chengzhou överlappade varann vid denna tid, och områdets exakta layout är inte känd. I äldre skrifter benämns staden Luoyi (雒邑).
549 f.Kr. brände generalerna Gu och Luo ner det kungliga palatset i Wangcheng. Palatset låg sannolikt nära sammanflödet av Jianfloden och Luofloden. År 516 f.Kr flyttade Kung Jing Zhoudynastins huvudstad till det då nybyggda Chengzhou 20 km österut längs Luofloden.
Wangcheng renoverades efter förstörelsen och förstärktes under De stridande staterna (403 f.Kr–221 f.Kr.) med en stadsmur vars östra mur är byggd ovanpå ruinerna från det äldre Chengzhou. Wangcheng fick efter renoveringen en kvadratisk layout med sidorna 7 x 7 li. En li (里) var under Östra Zhoudynastin 415.8 m vilket motsvarar ca 3x3 km Västra stadsmuren följde ungefär Jianfloden och sydsidan följde Luofloden  Sydöstra delen av Wangcheng's ursprungliga layout är bortspolad av Luofloden.
314 f.Kr. flyttade Kung Nan tillbaka tronen till Wangcheng. Kung Nans palats låg sannolikt söder om Wangchengs stadsmur. Wangcheng förblev Zhoudynstins huvudstad fram till att dynastin föll och staden erövras av riket Qin 256 f.Kr.
På 1950-talet gjordes utgrävningar av Wangcheng, och resterna av stadsmuren hittades. Mitt i staden hittades tio gravar från Västra Zhoudynastin. Flera gravar från Vår- och höstperioden  (770 f.Kr–481 f.Kr.) har hittats inom Wangchengs område. Det har även hittats gravar precis utanför den östra stadsmuren vilket tros vara den kungliga begravningsplatsen för Östra Zhoudynastin. De största kvantiteterna av utgrävda artefakter i Wangchangs ruiner är från perioden De stridande staterna.
Den komplexa relationen mellan Wangcheng och Chengzhou gör att alla historiker inte är eniga om Chengzhou och Wangchengs olika roller, och städerna förväxlas frekvent i olika sammanhang.
På platsen där Wangchengs västra stadsmur låg finns sedan 1955 Wangcheng Park.